# DSA-660
La DSA-660 es una carretera perteneciente a la Red Primaria de la Diputación Provincial de Salamanca que une la localidad de Pedrosillo el Ralo con la carretera  SA-804 .
Además pasa por la localidad salmantina de Gomecello

## Recorrido
La carretera  DSA-660  tiene su origen en Pedrosillo el Ralo en la intersección con las carreteras  N-620  y  SA-601  y termina en San Morales, en la intersección con la carretera  SA-804 ; formando parte de la Red de carreteras de Salamanca.
| Pedrosillo el Ralo (Intersección con /) - Valdunciel (Intersección con ) | Pedrosillo el Ralo (Intersección con /) - Valdunciel (Intersección con ) | Pedrosillo el Ralo (Intersección con /) - Valdunciel (Intersección con ) | Pedrosillo el Ralo (Intersección con /) - Valdunciel (Intersección con ) | Pedrosillo el Ralo (Intersección con /) - Valdunciel (Intersección con ) | Pedrosillo el Ralo (Intersección con /) - Valdunciel (Intersección con ) | Pedrosillo el Ralo (Intersección con /) - Valdunciel (Intersección con ) | Pedrosillo el Ralo (Intersección con /) - Valdunciel (Intersección con ) | Pedrosillo el Ralo (Intersección con /) - Valdunciel (Intersección con ) | Pedrosillo el Ralo (Intersección con /) - Valdunciel (Intersección con ) | Pedrosillo el Ralo (Intersección con /) - Valdunciel (Intersección con ) |
| Esquema                                                                  | PK                                                                       | Sentido San Morales                                                      | Sentido San Morales                                                      | Sentido San Morales                                                      | Sentido San Morales                                                      | Sentido Pedrosillo el Ralo                                               | Sentido Pedrosillo el Ralo                                               | Sentido Pedrosillo el Ralo                                               | Sentido Pedrosillo el Ralo                                               | Incidencias                                                              |
| Esquema                                                                  | PK                                                                       | Velocidad                                                                | Elemento                                                                 | Salida                                                                   | Salida                                                                   | Salida                                                                   | Salida                                                                   | Elemento                                                                 | Velocidad                                                                | Incidencias                                                              |
| Esquema                                                                  | PK                                                                       | Velocidad                                                                | Elemento                                                                 | Dir.                                                                     | Nombre                                                                   | Nombre                                                                   | Dir.                                                                     | Elemento                                                                 | Velocidad                                                                | Incidencias                                                              |
| ------------------------------------------------------------------------ | ------------------------------------------------------------------------ | ------------------------------------------------------------------------ | ------------------------------------------------------------------------ | ------------------------------------------------------------------------ | ------------------------------------------------------------------------ | ------------------------------------------------------------------------ | ------------------------------------------------------------------------ | ------------------------------------------------------------------------ | ------------------------------------------------------------------------ | ------------------------------------------------------------------------ |
|                                                                          | 0,0                                                                      |                                                                          |                                                                          |                                                                          | Pajares de la Laguna                                                     | Pajares de la Laguna                                                     |                                                                          |                                                                          |                                                                          |                                                                          |
|                                                                          | 0,0                                                                      | Pedrosillo el Ralo La Vellés                                             |                                                                          |                                                                          |                                                                          |                                                                          |                                                                          |                                                                          |                                                                          |                                                                          |
|                                                                          | 0,0                                                                      | Castellanos de Moriscos                                                  |                                                                          |                                                                          |                                                                          |                                                                          |                                                                          |                                                                          |                                                                          |                                                                          |
|                                                                          | 0,3                                                                      |                                                                          |                                                                          |                                                                          | Estación de servicio                                                     | Estación de servicio                                                     |                                                                          |                                                                          |                                                                          |                                                                          |
|                                                                          | 0,4                                                                      |                                                                          |                                                                          | Salamanca Portugal                                                       | Salamanca Portugal                                                       | Salamanca Portugal                                                       | Salamanca Portugal                                                       |                                                                          |                                                                          |                                                                          |
|                                                                          | 0,6                                                                      |                                                                          |                                                                          | Valladolid Tordesillas                                                   | Valladolid Tordesillas                                                   | Valladolid Tordesillas                                                   | Valladolid Tordesillas                                                   |                                                                          |                                                                          |                                                                          |
|                                                                          | 0,7                                                                      |                                                                          |                                                                          |                                                                          | Estación de servicio                                                     | Estación de servicio                                                     |                                                                          |                                                                          |                                                                          |                                                                          |
|                                                                          | 0,7                                                                      | Vía de servicio Villaverde de Guareña                                    |                                                                          |                                                                          |                                                                          |                                                                          |                                                                          |                                                                          |                                                                          |                                                                          |
|                                                                          | 1,3                                                                      |                                                                          |                                                                          |                                                                          | Camino Agrícola                                                          | Camino Agrícola                                                          |                                                                          |                                                                          |                                                                          |                                                                          |
|                                                                          | 1,3                                                                      | Gomecello                                                                |                                                                          |                                                                          |                                                                          |                                                                          |                                                                          |                                                                          |                                                                          |                                                                          |
|                                                                          | 1,3                                                                      | Aldearrubia San Morales Cabezabellosa de la Calzada                      |                                                                          |                                                                          |                                                                          |                                                                          |                                                                          |                                                                          |                                                                          |                                                                          |
|                                                                          | 1,3                                                                      | Pedrosillo el Ralo                                                       |                                                                          |                                                                          |                                                                          |                                                                          |                                                                          |                                                                          |                                                                          |                                                                          |
|                                                                          | 2,5                                                                      |                                                                          |                                                                          | FF.CC. Medina del Campo - Vilar Formoso                                  | FF.CC. Medina del Campo - Vilar Formoso                                  | FF.CC. Medina del Campo - Vilar Formoso                                  | FF.CC. Medina del Campo - Vilar Formoso                                  |                                                                          |                                                                          |                                                                          |
|                                                                          | 3,0                                                                      |                                                                          |                                                                          |                                                                          | Gomecello                                                                | Gomecello                                                                |                                                                          |                                                                          |                                                                          |                                                                          |
|                                                                          | 3,0                                                                      | Cabezabellosa de la Calzada Pitiegua                                     |                                                                          |                                                                          |                                                                          |                                                                          |                                                                          |                                                                          |                                                                          |                                                                          |
|                                                                          | 4,4                                                                      |                                                                          |                                                                          | Gomecello                                                                | Gomecello                                                                | Gomecello                                                                | Gomecello                                                                |                                                                          |                                                                          |                                                                          |
|                                                                          | 6,0                                                                      |                                                                          |                                                                          | C.T.R. Gomecello                                                         | C.T.R. Gomecello                                                         | C.T.R. Gomecello                                                         | C.T.R. Gomecello                                                         |                                                                          |                                                                          |                                                                          |
|                                                                          | 8,1                                                                      |                                                                          |                                                                          |                                                                          | Aldealengua                                                              | Aldealengua                                                              |                                                                          |                                                                          |                                                                          |                                                                          |
|                                                                          | 8,1                                                                      | Aldearrubia                                                              |                                                                          |                                                                          |                                                                          |                                                                          |                                                                          |                                                                          |                                                                          |                                                                          |
|                                                                          | 9,4                                                                      |                                                                          |                                                                          |                                                                          | Aldealengua Salamanca                                                    | Aldealengua Salamanca                                                    |                                                                          |                                                                          |                                                                          |                                                                          |
|                                                                          | 9,4                                                                      | Arabayona de Mógica Cantalpino                                           |                                                                          |                                                                          |                                                                          |                                                                          |                                                                          |                                                                          |                                                                          |                                                                          |